# العلاقات الفلبينية النيجيرية
العلاقات الفلبينية النيجيرية هي العلاقات الثنائية التي تجمع بين الفلبين ونيجيريا.

## مقارنة بين البلدين
هذه مقارنة عامة ومرجعية للدولتين:
| وجه المقارنة                                              | الفلبين                       | نيجيريا                     |
| --------------------------------------------------------- | ----------------------------- | --------------------------- |
| المساحة (كم2)                                             | 343.45 ألف                    | 923.77 ألف                  |
| عدد السكان (نسمة)                                         | 104.92 مليون                  | 190.89 مليون                |
| الكثافة السكانية (ن./كم²)                                 | 305.49                        | 206.64                      |
| العاصمة                                                   | مانيلا                        | أبوجا، لاغوس                |
| اللغة الرسمية                                             | اللغة الفلبينية، لغة إنجليزية | لغة إنجليزية، اللغة اليوربا |
| العملة                                                    | بيسو فلبيني                   | نيرة نيجيرية                |
| الناتج المحلي الإجمالي (بليون دولار)                      | 313.60 مليار                  | 375.77 مليار                |
| الناتج المحلي الإجمالي (تعادل القوة الشرائية) بليون دولار | 743.90 مليار                  | 1.09 تريليون                |
| الناتج المحلي الإجمالي الاسمي للفرد دولار أمريكي          | 2.90 ألف                      | 2.64 ألف                    |
| الناتج المحلي الإجمالي للفرد دولار أمريكي                 | 7.39 ألف                      | 5.91 ألف                    |
| مؤشر التنمية البشرية                                      | 0.668                         | 0.514                       |
| رمز المكالمات الدولي                                      | +63                           | +234                        |
| رمز الإنترنت                                              | .ph                           | .ng                         |
| المنطقة الزمنية                                           | توقيت الفلبين                 | ت ع م+01:00                 |

## منظمات دولية مشتركة
يشترك البلدان في عضوية مجموعة من المنظمات الدولية، منها:
| علم المنظمة | اسم المنظمة                               | تاريخ انضمام الفلبين | تاريخ انضمام نيجيريا |
| ----------- | ----------------------------------------- | -------------------- | -------------------- |
|             | مؤسسة التنمية الدولية                     | 28 أكتوبر 1960       | 14 نوفمبر 1961       |
|             | الأمم المتحدة                             | 24 أكتوبر 1945       | 7 أكتوبر 1960        |
|             | منظمة التجارة العالمية                    | 1995                 | ?                    |
|             | منظمة الشرطة الجنائية الدولية             | ?                    | ?                    |
|             | المركز الدولي لتسوية المنازعات الاستشارية | 17 ديسمبر 1978       | 14 أكتوبر 1966       |
|             | الاتحاد الدولي للاتصالات                  | 25 مايو 1912         | 11 أبريل 1961        |
|             | الفريق المعني برصد الأرض                  | ?                    | ?                    |
|             | البنك الدولي للإنشاء والتعمير             | 27 ديسمبر 1945       | 30 مارس 1961         |
|             | المنظمة الهيدروغرافية الدولية             | ?                    | ?                    |
|             | الاتحاد البريدي العالمي                   | ?                    | ?                    |
|             | منظمة حظر الأسلحة الكيميائية              | ?                    | ?                    |
|             | مؤسسة التمويل الدولية                     | 12 أغسطس 1957        | 30 مارس 1961         |
|             | وكالة ضمان الاستثمار متعدد الأطراف        | 8 فبراير 1994        | 12 أبريل 1988        |
|             | يونسكو                                    | 21 نوفمبر 1946       | 14 نوفمبر 1960       |

## أعلام
هذه قائمة لبعض الشخصيات التي تربطها علاقات بالبلدين:
- هانز ثيل (لاعب كرة سلة فلبيني، 2 فبراير 1984 – )

## وصلات خارجية
- موقع وزارة الخارجية الفلبينية
- موقع وزارة الخارجية النيجيرية